# Bellusaurus sui
Bellusaurus sui ("nádherný ještěr") byl druh sauropodního dinosaura z kladu Macronaria a čeledi Camarasauridae, formálně popsaného v roce 1990 z čínské oblasti Džungarie. Fosilie dinosaura byly objeveny v sedimentech geologického souvrství Š'-šu-kou a mají stáří zhruba 170 milionů let (období střední jury).

## Objev a pojmenování
Celkem byly objeveny fosilie sedmnácti jedinců v jediném lomu, zřejmě šlo o jedince, kteří společně zahynuli při dávné povodni. Je možné, že šlo ve všech případech o mláďata a juvenilní jedince. Tento druh popsal čínský paleontolog Tung Č’-ming. Rodové jméno odkazuje k faktu, že fosilní kosti bellusaura jsou štíhlé a elegantní. Druhové jméno je zase poctou preparátorovi jménem Youling Sui, který preparoval množství dinosauřích fosilií.

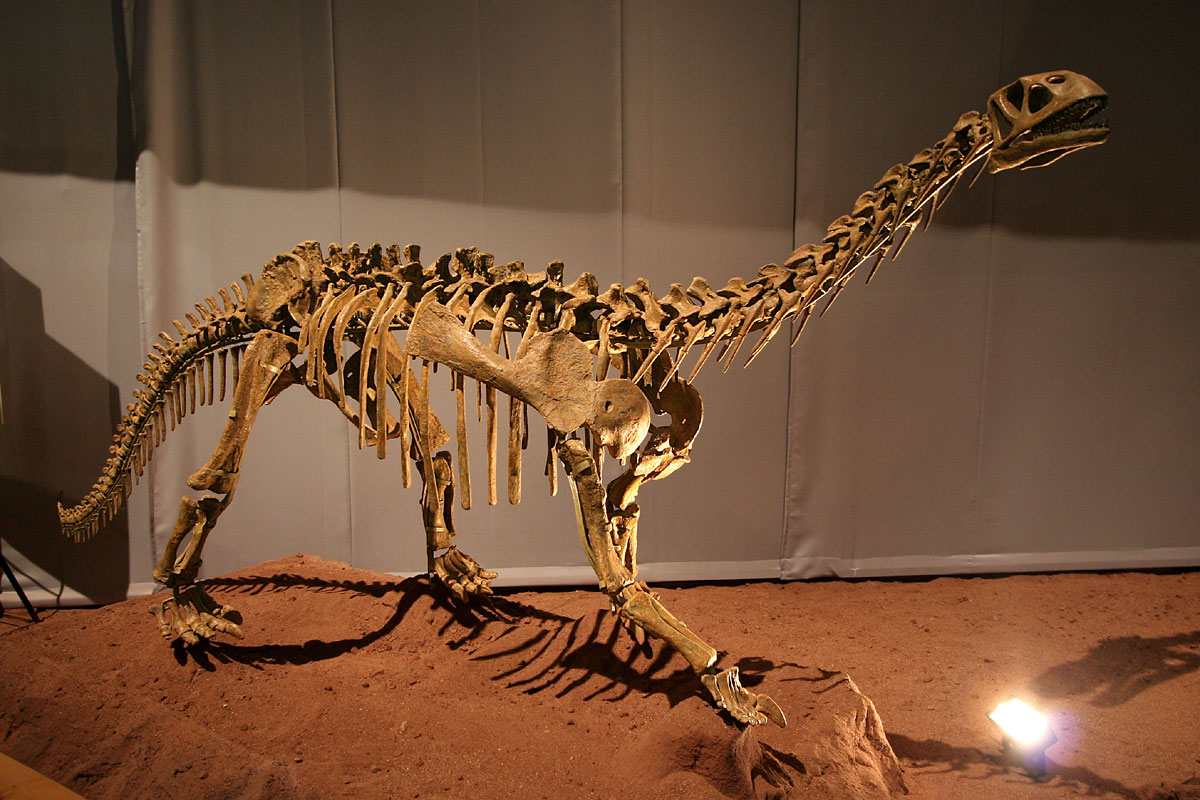
Bellusaurus - rekonstruovaná kostra

## Popis
Jednalo se zřejmě o menšího sauropoda, který mohl být příbuzný brachiosauridům (například rodu Daanosaurus). Protože jsou ale známé pouze kostry mláďat, nelze o tomto druhu říci nic konkrétního. Délka juvenilních jedinců dosahovala pouze asi 5 metrů a hmotnost se pohybovala maximálně kolem 1000 kilogramů, podle některých odhadů pak v dospělosti činila délka tohoto dinosaura asi 13 metrů a hmotnost kolem 6000 kilogramů. V roce 2018 byla publikována vědecká studie s podrobným popisem lebky tohoto eusauropoda.

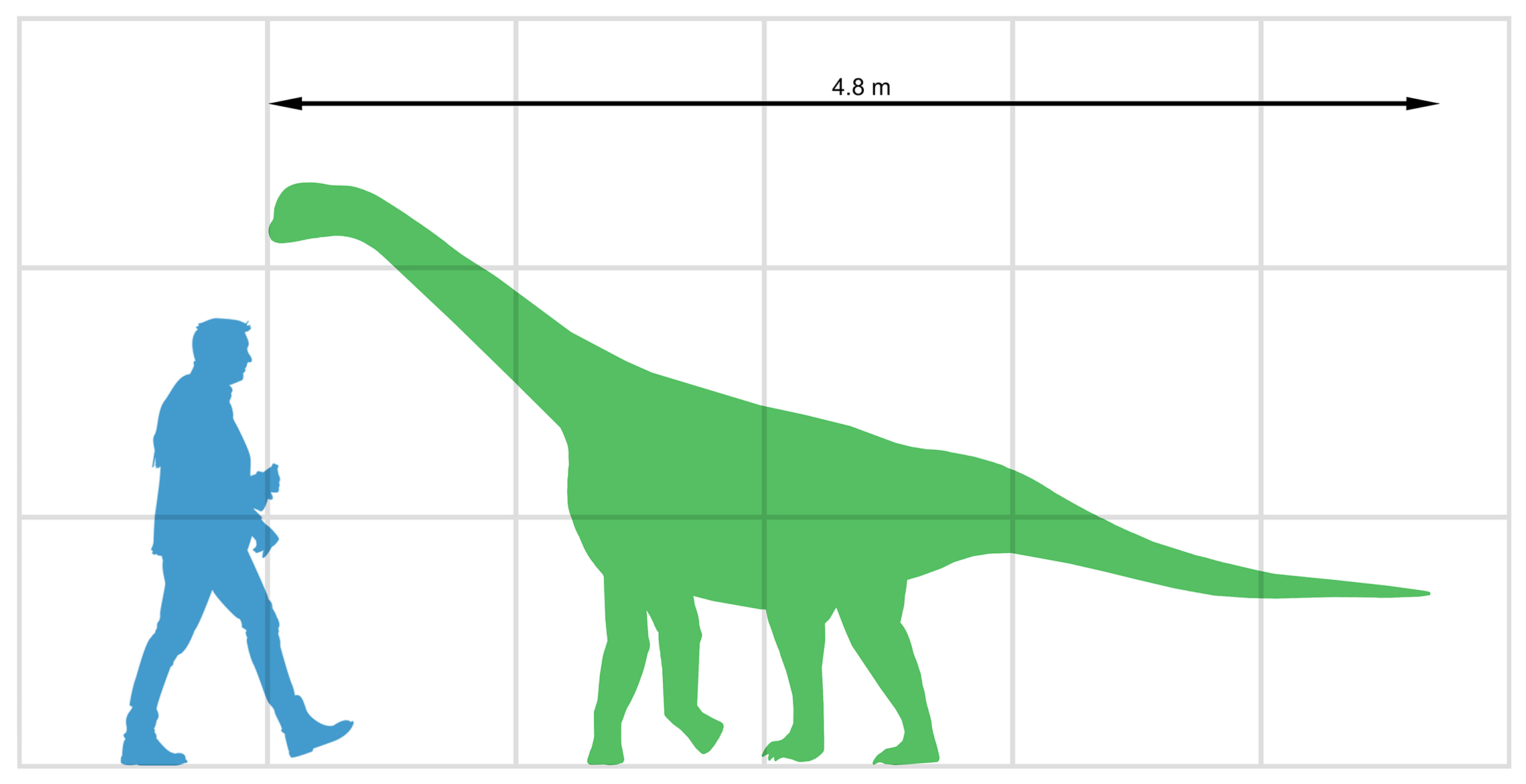
Bellusaurus sui - velikostní porovnání mláděte s člověkem